# رحمت‌الله فیروزی پوربادی
رحمت‌الله فیروزی پوربادی سیاستمدار اصولگرا ایرانی است. وی موفق شد در یازدهمین انتخابات مجلس شورای اسلامی که در تاریخ ۲ اسفند ۱۳۹۸ برگزار شد، با کسب ۱۱ هزار و ۲۵۱ رای از مجموع ۳۰ هزار و ۸۶۶ رای، از حوزه انتخابیه شهرستان نطنز و بخش قمصر از استان اصفهان انتخاب گردد و به مجلس راه یابد. اسفند 99 او در پاسخ به انتقاد به امام جمعه اصفهان برای اعتراض به حق دوچرخه سواری زنان گفته زنان باید جایی دوچرخه سواری کنند که در معرض دید مردان نباشند.

## سوابق
- مدیرکل حراست سازمان هواپیمایی کشوری[۴]
- مشاور پارلمانی و بازرس ویژه شرکت فرودگاه ها[۵]